# 霍夫蟹
霍夫蟹（"Hoff crab"；Kiwa tyleri）是十足目異尾下目劣柱蝦總科基瓦科的未命名物種，是除了基瓦多毛怪及雪人蟹以外的第三個物種。本物種於2010年在南極附近斯科舍板块上東斯科舍洋脊的海底熱泉發現 ，其後又於2011年在西南印度洋脊的深海噴泉再次發現。
這一種「霍夫蟹」於2010年得名於美國演員大衛·赫索霍夫，現時根據其线粒体DNA及細胞核的rDNA分析，確認這物種在遺傳學上與基瓦多毛怪是不同的物種兩者大約在1200萬年前分開。

## 外部連結
- Ghostly yeti crab swarms discovered near Antarctica （页面存档备份，存于）, National Geographic Youtube Channel